# W.H.I.F.F.S. - La guerra esilarante del soldato Frapper
W.H.I.F.F.S. - La guerra esilarante del soldato Frapper (Whiffs) è un film del 1975 diretto da Ted Post.

## Trama
Un ex soldato usa le sue conoscenze in materia di gas esilarante per rapinare una banca e vendicarsi del colonnello che l'ha fatto cacciare dall'esercito.

## Accoglienza

### Critica
(Achille Valdata, Stampa Sera, 21 novembre 1975)